# ماتی هاهتی
ماتی هاهتی (فنلاندی: Matti Haahti؛ زادهٔ ۸ ژوئن ۱۹۳۶) بازیکن فوتبال اهل فنلاند بود.
وی همچنین در تیم ملی فوتبال فنلاند بازی کرده‌است.